# Jantine van der Vlist
Jantine van der Vlist (30 de outubro de 1985) é uma jogadora de vôlei de praia neerlandesa.

## Carreira
Nos Jogos Olímpicos de Verão de 2016 ela representou  seu país ao lado de Sophie van Gestel, caindo na fase de grupos.